# Herrera de Alcántara
Herrera de Alcántara es un municipio español del oeste de la provincia de Cáceres, en la comunidad autónoma de Extremadura e integrado en la Mancomunidad Integral Sierra de San Pedro. 

## Extensión y población
Tiene un área de 121,61 km² con una población de 293 habitantes y una densidad de 1,97 habitantes por km².

## Demografía
Herrera de Alcántara cuenta con una población de 224 habitantes (INE 2024).
| Gráfica de evolución demográfica de Herrera de Alcántara entre 1842 y 2021                                          |
| |
| Población de derecho según los censos de población del INE Población de hecho según los censos de población del INE |

| 314           | 295 | 279 | 293 | 280 | 276 | 285 | 277 | 240 |
| (Fuente: INE) |     |     |     |     |     |     |     |     |

Existe un estudio sobre la población de Herrera de Alcántara durante el siglo XX en la revista O Cachan.

## Lengua y cultura
En Herrera de Alcántara a día de hoy el español es la lengua materna de la inmensa mayoría de la población. 
Según Martín Galindo, los cuatro lugares en los que se habló portugués como lengua materna en el pasado en Extremadura son:
- el portugués alentejano de Olivenza,
- el portugués arcaico de Herrera de Alcántara y el moderno de Cedillo,
- la franja de la lengua portuguesa de la Campiña de Valencia de Alcántara y el municipio de La Codosera.
- la antigua fala galaico-portuguesa de Eljas, Valverde del Fresno y San Martín de Trevejo (la única que hoy pervive como idioma materno y social)

Un libro imprescindible para conocer el ferrereño es la tesis doctoral escrita en 1965 por María da Conceição  Vilhena, publicada en el año 2000 bajo el título de Hablas de Herrera [de Alcántara] y Cedillo. Mérida: Editora Regional de Extremadura, 2000. 
En Herrera hasta los años 1940, se transmitió de padres a hijos el ferrereño junto con el español, pero después su uso ha ido desapareciendo.
Dentro de un intento más simbólico que efectivo de recuperación cultural, hay que situar la edición del libro, de Julio Marqués Acosta: A la sombra de la encina, Barcelona 1999 (Autoedición). Libro que recoge las costumbres y tradiciones de Herrera de Alcántara además de las vivencias del autor, emigrado a Barcelona.
El habla de Herrera de Álcantara: CARRASCO GONZÁLEZ, JUAN M. La lengua portuguesa en Valencia de Alcántara durante la Edad Media. en la obra Revista de estudios extremeños, Vol. 71, N.º III, 2015. 

## Historia
La contribución de Herrera de Alcántara a la conquista americana no fue numerosa, solamente cinco vecinos de este pueblo salieron para América, pero uno de ellos, Gonzalo Silvestre, ha quedado inmortalizado en las páginas de la Historia literaria al ser el relator de "La Florida del Inca" que escribiera el Inca Garcilaso de la Vega, ya que Silvestre había intervenido en la conquista del territorio norteamericano con Hernando de Soto y posteriormente pasaba a la conquista del Perú, donde conoció al Inca Garcilaso de la Vega, pero Posadas fue el lugar donde se armó el relato del territorio norteamericano.
A la caída del Antiguo Régimen la localidad se constituye en municipio constitucional en la región de Extremadura, desde 1834  quedó integrado en el Partido Judicial de Valencia de Alcántara. En el censo de 1842 contaba con 180 hogares y 986 vecinos.
Sobre el periodo republicano (1931-1936) se puede consultar: MÁRQUEZ BERROCAL, Manuel. "Herrera de Alcántara: de la esperanza republicana a la negra noche franquista (1931-1936)" En la obra: Revista de estudios extremeños, ISSN 0210-2854, Vol. 71, N.º Extra 1, 2015 (Ejemplar dedicado a: X Encuentro Historiográfico del GEHCEX: "Extremadura durante la II República (1931-1936)". Actas del Congreso), págs. 501-528. 

## Monumentos
Iglesia parroquial católica bajo la advocación de San Sebastián, perteneciente a la diócesis de Coria.